# Estíbaliz Uranga Amézaga
Estíbaliz Uranga Amézaga   (Bilbao, 9 de desembre de 1952) és una cantant basca, vocalista d'El Consorcio, i anteriorment de Mocedades i Sergio y Estíbaliz.
Nascuda a Bilbao el 1952, en una família amb nou germans. Quan va decidir dedicar-se a la música, als seus pares els va costar assimilar la idea. Va començar a cantar amb les seves germanes Amaya i Izaskun, fent-se anomenar «Las hermanas Uranga», per les universitats i altres indrets de la ciutat de Bilbao. Posteriorment, se'ls van unir els seus germans i alguns amics el 1968 en la formació Voces y guitarras, que va tenir un èxit reduït. A finals de la dècada de 1960 són contractats per Juan Carlos Calderón i esdevé, amb la resta de companys, cofundadora de Mocedades.
El 1972 va deixar el grup juntament amb Sergio Blanco, que l'any següent, de la mà de Calderón, van formar el duet musical Sergio y Estíbaliz. El març de 1975 ambdós van representar Espanya al Festival d'Eurovisió amb la cançó Tú volverás i van quedar en desè lloc, si bé el seu pas pel festival els va donar més fama i el disc es va vendre molt. El 9 de desembre del mateix any, Estíbaliz va casar-se amb el seu company de duet a Bilbao, amb qui va posteriorment va tenir dues filles, Allende i María.
El 1993 va ser cofundadora d'El Consorcio, un nou grup format amb els seus germans Amaya i Iñaki, Carlos Zubiaga i el seu marit, Sergio Blanco, que va morir el 2015. El 2023 va participar en un disc-llibre d'homenatge a pioners del rock i del pop, posant la seva veu, al costat de Karina, a la versió de Luna de miel de Gloria Lasso.